# Ford Anglia
O Ford Anglia é um carro da Ford que foi produzido no Reino Unido entre 1939 e 1967. Antes de ser substitído pelo Escort, quase 1.600.000 unidades foram produzidas.

## Anglia Torino 105E (1965–67)

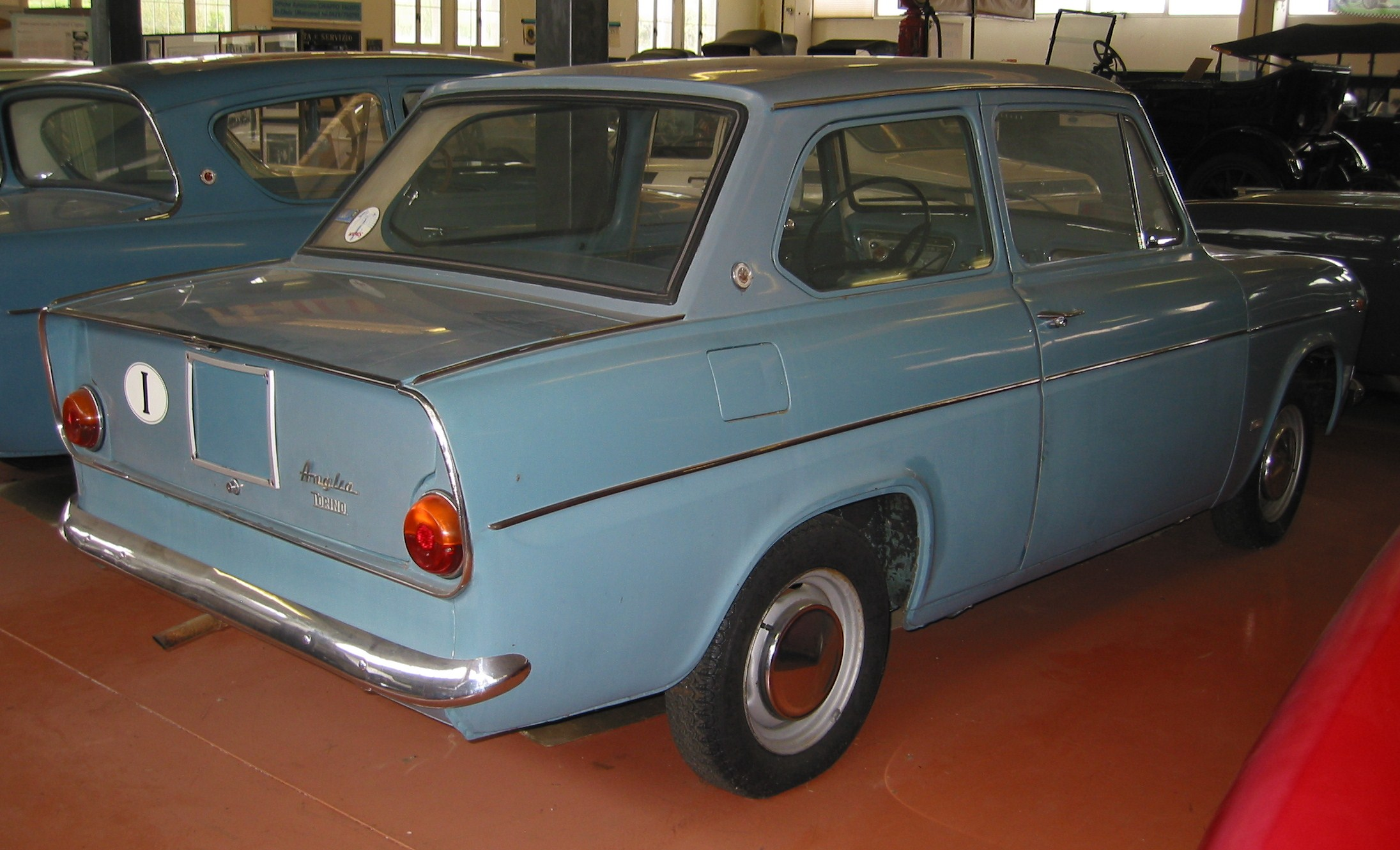
Ford Anglia Torino 105E

O Anglia Torino 105E foi desenvolvido pela subsidiária italiana da Ford, usando o chassi e componentes mecânicos do 105E Saloon, com novos painéis de carroceria; 10.007 exemplares foram vendidos na Itália. O modelo também foi comercializado na Bélgica, Holanda e Luxemburgo.

## Curiosidades
O carro tornou-se famoso após aparecer voando no livro Harry Potter e a Câmara Secreta, da escritora J.K.Rowling, onde
fora inspirado no carro de seu amigo.
Em Portugal, o modelo 105E, ficou conhecido como o "ferro de engomar" por causa da sua forma, e também por "Ora Bolas".